# Sjtărkovo
Sjtărkovo (bulgariska: Щърково) är ett distrikt i Bulgarien.   Det ligger i kommunen Obsjtina Lesitjovo och regionen Pazardzjik, i den centrala delen av landet, 90 km sydost om huvudstaden Sofia.